# La dama enamorada
La dama enamorada és un drama original de Joan Puig i Ferreter, estrenat al teatre Novetats de Barcelona, la vetlla del 25 de novembre de 1908, per la Nova Empresa del Teatre Català, sota la direcció artística d'Adrià Gual. En la primera versió estava dividida en cinc actes, encara que l'obra va ser dividida en tres actes durant la revisió posterior a l'any 1924 i el 1928.
L'acció té lloc a l'època de l'estrena (1908), a França, en un petit poble de la Borgonya i a la masia Vilarnó, situada entre boscos, a l'alta Borgonya muntanyosa.
L'obra va ser objecte d'una versió televisiva el 1974, amb Paquita Ferràndiz en el paper, i de reposicions el 1982, amb Carme Fortuny, i el novembre de 2001, amb Carme Elias i Boada; aquesta darrera estrenada al Teatre Nacional de Catalunya.

## Anàlisi
Lluïsa, una rica propietària vídua, és en el centre d'un triangle constituït amb el seu fill Víctor, feble i malaltís, i un jove vagabund que s'està a la propietat, Abel, pel qual va creixent una admiració per part de la dama que es converteix en amor, en bona part per la passió que ha atiat en el jove. La sospita de la naturalesa d'aquestes relacions provoca la gelosia del fill i diversos incidents fan que Abel vulgui tornar al seu vagabundatge, sobretot arran de la reaparició del seu company d'aventures, el Llarg de Camins, mentre que Lluïsa prova de retenir-lo.
En la primera versió, el suïcidi de Víctor, en el tercer acte, provoca el deteriorament posterior de la relació Lluïsa-Abel i la fugida final d'aquest, mentre que en la versió definitiva ambdós esdeveniments se succeeixen precipitadament en el desenllaç. Basada en les experiències reals de vagabundatge de l'autor pels camins de França, en una possessió de la Borgonya, l'obra desenvolupa la passió amorosa entre desiguals, l'atracció intel·lectual que deriva en amor, la recerca de l'amor-protector cap a una persona més madura i, encara, alguns elements tòpics del Modernisme català, com ara la figura del vagabund lliure i idealista.
El personatge central femení de l'obra va ser esbossat d'alguna manera en la Marta de La dama alegre (1904), en una versió més frívola i lleugera, i encara va tornar a ser desenvolupat en la Isaura de La dama de l'amor feréstec (1921), d'idèntic arravatament sensual.

## Repartiment de l'estrena[4]
- Lluïsa de Moran, viuda del propietari rural Moran, 38 anys: Adela Martínez.
- Víctor Moran, el seu fill, jovenet de 18 anys: Joan Vehil.
- Abel, jove català, 20 anys: Ramon Tor.
- Anneta, abans serventa de Lluïsa, 70 anys: Antònia Verdier.
- Teó, el seu fill, jornaler, 36 anys: Miquel Rojas.
- Berta, serventa dels Moran, 28 anys: Carme Roldan.
- El Llarg de camins, rodamon, 35 anys: August Barbosa.

Masovers a la masia Vilarnó:
- El Pare Viardot, 60 anys: Miquel Sirvent.
- Lisa, la seva nora, 21 anys: Senyora Santolària.
- La veu del seu marit Remi: ?
- Un manyà, un mosso (Senyor Pons), tres homes (senyors Antiga i Rovira), dues dones (Senyora Roma i senyoreta Masriera), gent del poble d'ambdós sexes, pagesos, menestrals i algunes criatures.

## Revisió de l'obra
L'any 1928, al teatre Apol·lo de Barcelona, es va posar en escena una revisió de l'obra, a càrrec de la companyia de Mercè Nicolau; aquesta vegada reduïda a tres actes i amb una esporgada de personatges secundaris.
En la versió definitiva, suggerida i interpretada per l'actriu Mercè Nicolau, l'obra esdevingué de repertori, cosa que no havia succeït, tot i l'èxit de crítica, amb la versió original, de dimensions excessives.